# A hombros de gigantes

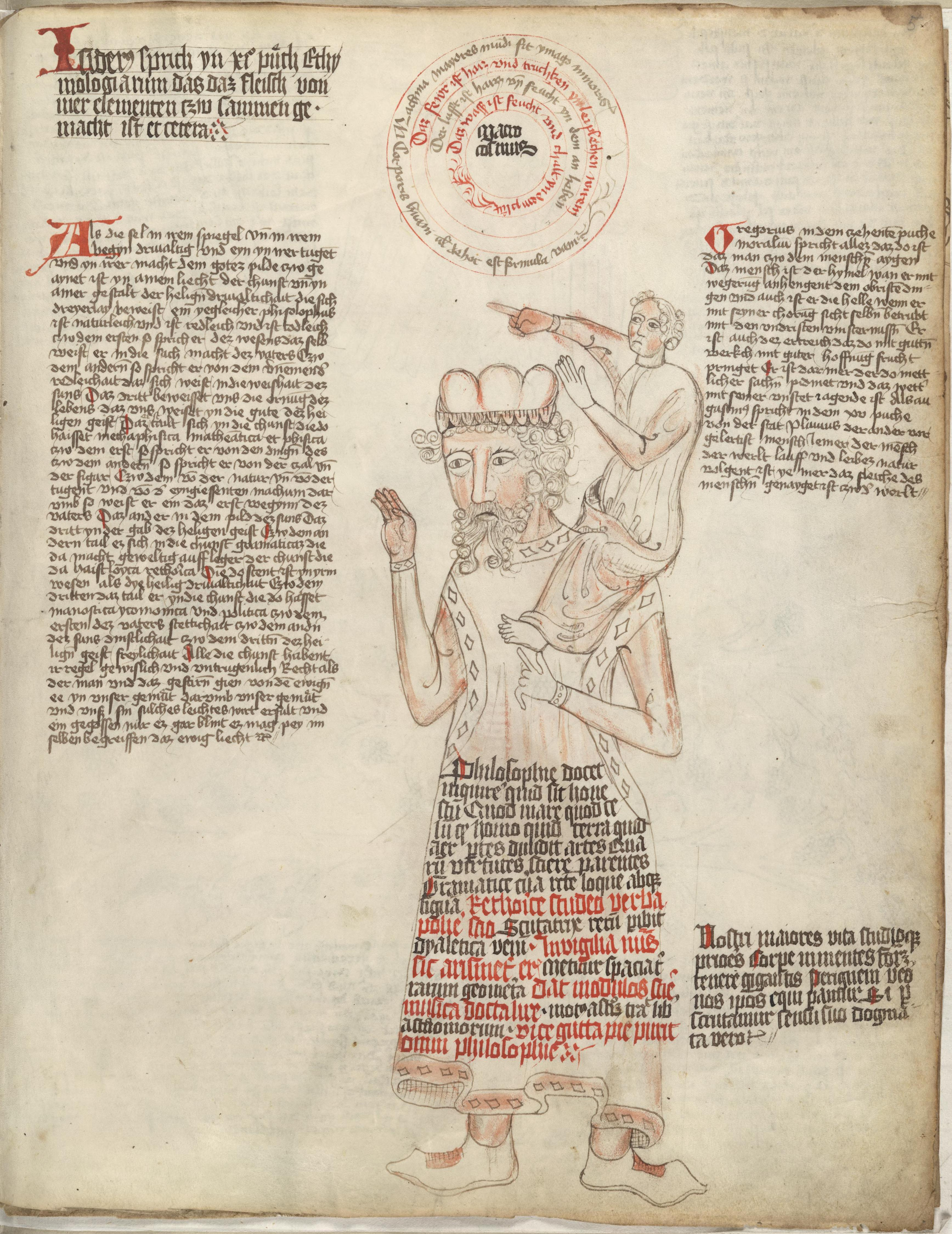
Esta imagen se deriva de la mitología griega: el gigante ciego Orión llevó a su sirviente Cedalion sobre sus hombros para que actuara como su ojos.

Pararse sobre hombros de gigantes es una metáfora que significa "Usar el entendimiento adquirido por los principales pensadores que han venido antes para hacer un progreso intelectual".
Es una metáfora de enanos de pie sobre los hombros de gigantes (en latín: nanos gigantum humeris incidentes) y expresa el significado de "descubrir una verdad a partir de descubrimientos previos". Este concepto se remonta al siglo XII, atribuido a Bernardo de Chartres. Su expresión más familiar en inglés es la de Isaac Newton en 1675: "Si he visto más lejos, es poniéndome sobre los hombros de Gigantes".

## Atribución y significado
La atribución a Bernardo de Chartres se debe a Juan de Salisbury . En 1159, John escribió en su Metalogicón : "Bernardo de Chartres solía compararnos con enanos encaramados en los hombros de gigantes. Señaló que vemos más y más lejos que nuestros predecesores, no porque tengamos una visión más aguda o mayor altura, sino porque somos elevados y transportados en su gigantesca estatura ". Sin embargo, según Umberto Eco, el testimonio más antiguo de la frase se remonta a Prisciano citado por Guillaume de Conches.
Según el historiador medieval Richard William Southern, Bernard estaba comparando eruditos contemporáneos del siglo XII con los antiguos eruditos de Grecia y Roma.

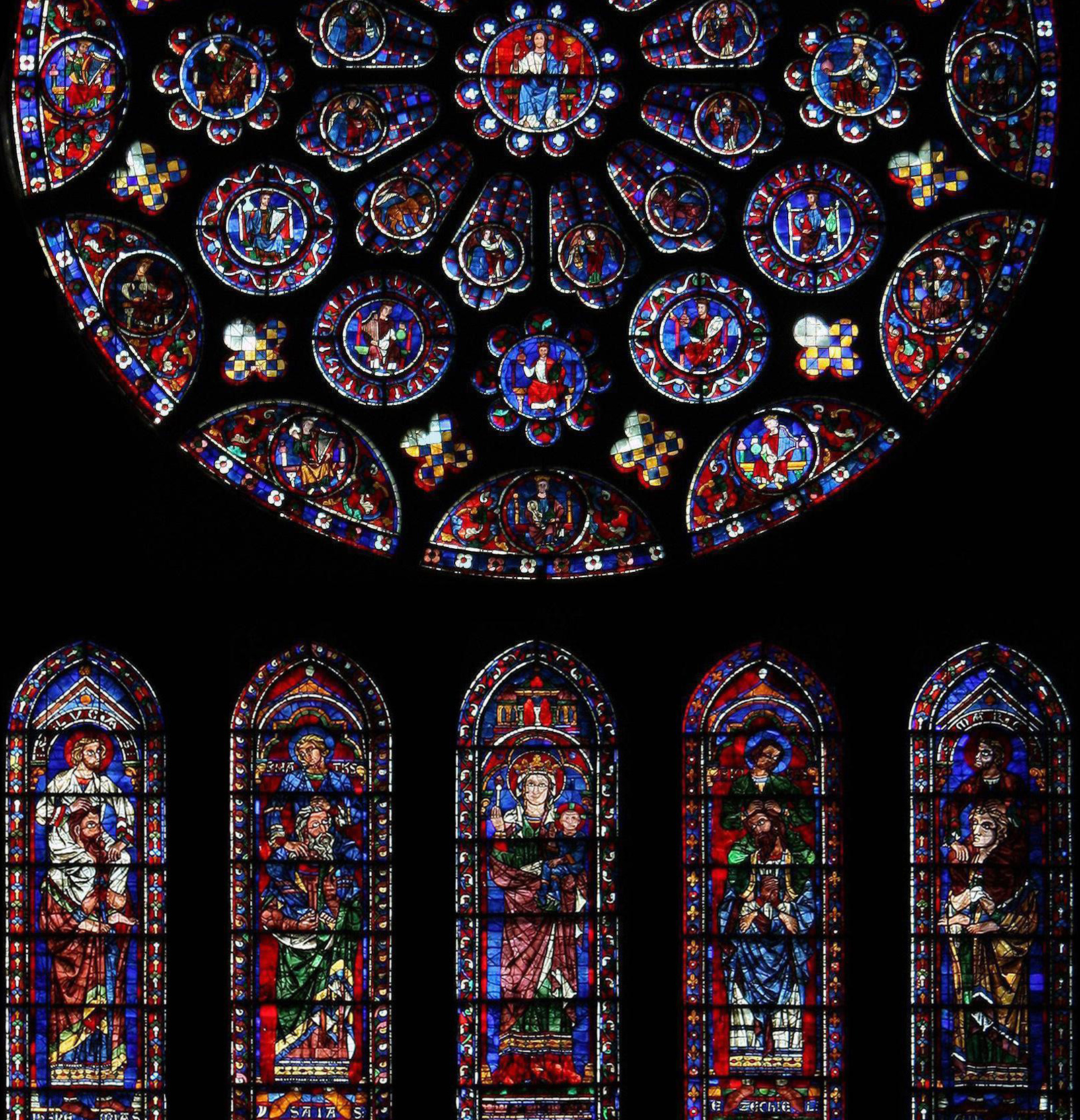
Una ilustración de evangelistas del Nuevo Testamento sobre los hombros de los profetas del Antiguo Testamento, mirando al Mesías (desde el rosetón sur de la Catedral de Chartres)

La imagen visual (de Bernardo de Chartres) aparece en las vidrieras del crucero sur de la catedral de Chartres. Las ventanas altas debajo del Rosetón muestran a los cuatro profetas principales de la Biblia hebrea (Isaías, Jeremías, Ezequiel y Daniel) como figuras gigantescas, y los cuatro evangelistas del Nuevo Testamento (Mateo, Marcos, Lucas y Juan) como de tamaño normal. gente sentada sobre sus hombros. Los evangelistas, aunque más pequeños, "ven más" que los grandes profetas (ya que vieron al Mesías de quien hablaron los profetas). 
La frase también aparece en las obras del mosaico judío Isaiah di Trani (c. 1180 - c. 1250).

## Citas durante los siglosXVIalXIX.

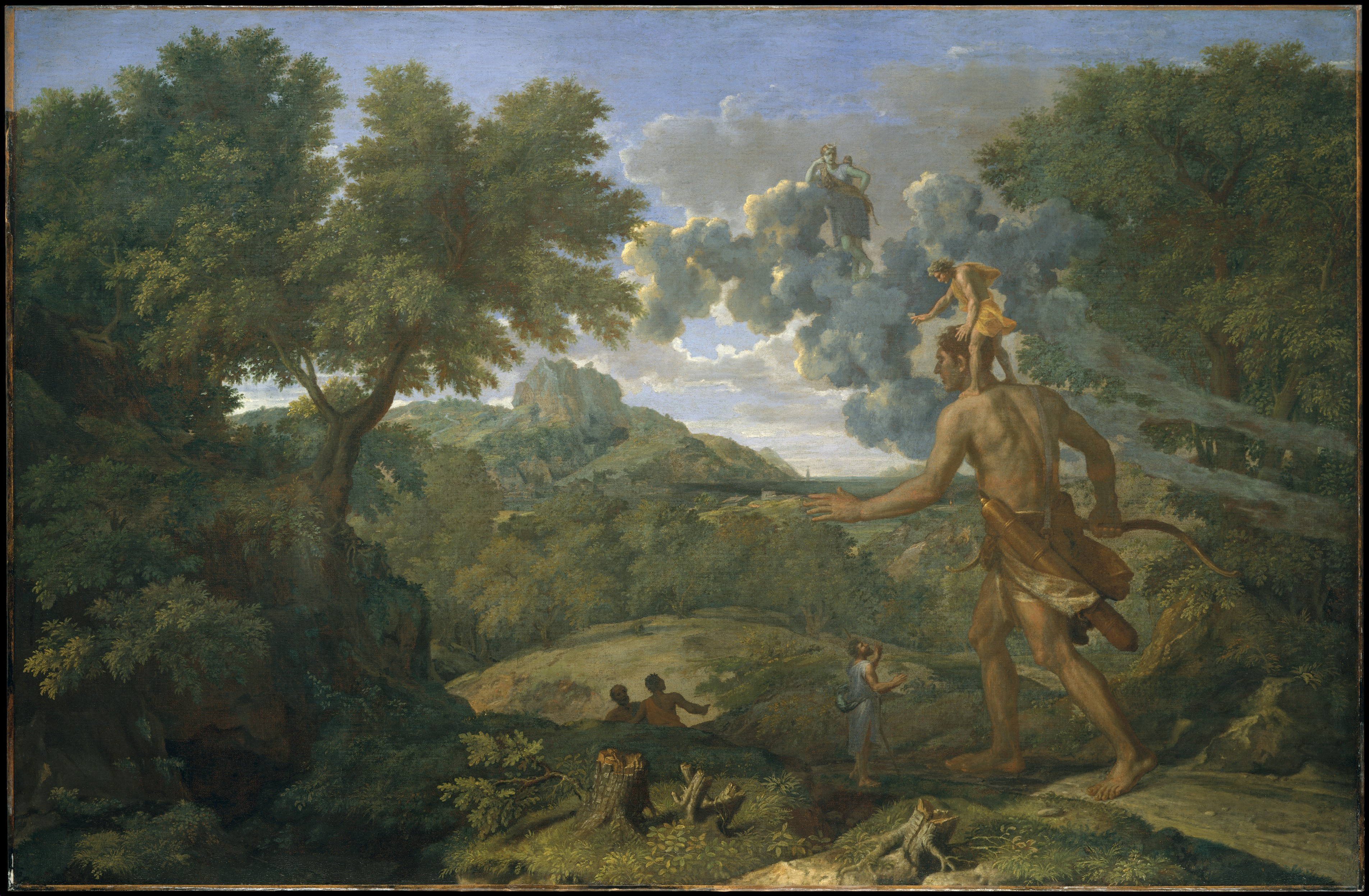
Cedalion parado sobre los hombros de Orion de Blind Orion Searching for the Rising Sun por Nicolas Poussin, 1658, Óleo sobre lienzo; 46 7/8 x 72 pulg. (119,1 x 182,9 cm), Museo Metropolitano de Arte

Diego de Estella tomó la cita en el siglo XVI. Para el siglo XVII se había convertido en un lugar común. Robert Burton, en The Anatomy of Melancholy (1621), cita a Stella así: 
 Digo con Didacus Stella, un enano parado sobre los hombros de un gigante puede ver más lejos que un gigante. 
 Los editores posteriores de Burton atribuyeron erróneamente la cita a Lucan ; en sus manos la atribución de Burton Didacus Stella, en luc 10, tom. ii "Didacus sobre el Evangelio de Lucas, capítulo 10; volumen 2" se convirtió en una referencia a la Farsalia 2.10 de Lucan. No se encuentra ninguna referencia o alusión a la cita allí. 
Más tarde, en el siglo XVII, George Herbert, en su Jacula Prudentum (1651), escribió "Un enano en los hombros de un gigante ve más lejos de los dos". 
Isaac Newton comentó en una carta a su rival Robert Hooke del 5 de febrero de 1676 [OS] (15 de febrero de 1676 [NS]) que: 
 Lo que Des-Cartes [sic] hizo fue un buen paso. Has agregado muchas formas, y especialmente al tomar los colores de las placas delgadas en consideración filosófica. Si he visto más lejos es estar de pie sobre los hombros de gigantes. 
 Algunos escritores lo han interpretado recientemente como un comentario sarcástico dirigido a la aparición de Hooke. Aunque Hooke no era de una estatura particularmente baja, era de constitución leve y había sido afectado desde su juventud por una cifosis severa. Sin embargo, en este momento Hooke y Newton estaban en buenos términos y habían intercambiado muchas cartas en tonos de mutuo respeto. Solo más tarde, cuando Robert Hooke criticó algunas de las ideas de Newton con respecto a la óptica, Newton se ofendió tanto que se retiró del debate público. Los dos hombres siguieron siendo enemigos hasta la muerte de Hooke. 

Samuel Taylor Coleridge, en The Friend (1828), escribió: 
 El enano ve más lejos que el gigante, cuando tiene el hombro del gigante para montar. 
 Contra esta noción, Friedrich Nietzsche argumenta que un enano (el académico) lleva incluso las alturas más sublimes a su nivel de comprensión. En la sección de Así habló Zarathustra (1882) titulada "Sobre la visión y el acertijo", Zarathustra sube a grandes alturas con un enano sobre sus hombros para mostrarle su mayor pensamiento. Sin embargo, una vez allí, el enano no comprende la profundidad de la visión y Zarathustra lo reprocha por "hacer las cosas demasiado fáciles para él". Si hay algo parecido al "progreso" en la historia de la filosofía, escribe Nietzsche en "Filosofía en la era trágica de los griegos" (1873), solo puede provenir de esos gigantes raros entre los hombres", cada gigante llamando a su hermano a través de los desolados intervalos de tiempo", una idea que obtuvo del trabajo de Schopenhauer en Der handschriftliche Nachlass.

## Citas contemporáneas
- La moneda británica de dos libras lleva la inscripción PERMANENTE EN LOS HOMBROS DE GIGANTES en su borde; esto se pretende como una cita de Newton.[12]
- Google Scholar ha adoptado "Pararse sobre los hombros de gigantes" como su lema.
- En la novela de Umberto Eco, El nombre de la rosa, William de Baskerville pronuncia las palabras cuando habla con Nicolás de Morimondo, el maestro vidriero del monasterio. Nicholas dice acerca de su arte: "¡Ya no tenemos el aprendizaje de los antiguos, la era de los gigantes ha pasado!", A lo que William responde: "Somos enanos, pero enanos que se paran sobre los hombros de esos gigantes y, aunque pequeños, a veces logramos ver más lejos en el horizonte que ellos".
- La presentación de diapositivas de instalación de Linux Mint tiene una diapositiva titulada "De pie sobre el hombro de gigantes", que significa Ubuntu, Debian y GNU .
- Es referida por el personaje de Mark Zuckerberg, interpretado por Jesse Eisenberg, en la película de 2010 The Social Network .
- El programa francés en la radio France Inter llamado Sur les épaules de Darwin ("Sobre los hombros de Darwin"), de Jean-Claude Ameisen, se nombra en referencia a esta expresión.
- El cuarto álbum de estudio de la banda de rock británica Oasis se titula Standing on the Shoulder of Giants . El compositor Noel Gallagher eligió el nombre después de leerlo impreso en el borde de una moneda de £2; garabateó la frase pero escribió erróneamente "Hombro" (singular) ya que estaba borracho en ese momento. [cita requerida]
- En la novela Jurassic Park, el Dr. Ian Malcolm argumenta que la investigación y el avance de John Hammond en el campo de la genética se basaron en el trabajo de aquellos antes que él, limitando su responsabilidad en lo que sea que suceda, afirmando: "Usted estuvo sobre los hombros de genios para lograr algo tan rápido".
- El episodio de los Expedientes X "Roland " presenta a un científico asesinando a sus antiguos colegas de más allá de la tumba por tomar el crédito por su investigación. En la confrontación final, el científico ladrón comenta: "Si he visto más lejos que otros hombres, es porque me he puesto sobre los hombros de gigantes".
- La compilación de obras de Stephen Hawking de Copérnico, Galileo, Kepler, Isaac Newton y Albert Einstein se titula On The Shoulders of Giants. Grandes obras de física y astronomía (Running Press, 2002) ISBN 0-7624-1698-X    . En 2017, Hawking declaró: "Cada generación se apoya en los hombros de aquellos que los han precedido, tal como lo hice yo como un joven estudiante de doctorado en Cambridge, inspirado en el trabajo de Isaac Newton, James Clerk Maxwell y Albert Einstein".[13]
- La banda estadounidense de rock REM usa la frase "Pararse sobre los hombros de gigantes me deja frío" en la canción "King of Birds" de su quinto álbum de estudio Document .
- El baterista estadounidense de jazz y rock Steve Smith escribió y produjo un paquete de video educativo titulado Drum Legacy - Standing on the Shoulders of Giants que rastrea el desarrollo de la batería moderna a partir de los conceptos y técnicas de generaciones anteriores de músicos.
- En Giant's Shoulders, una película de televisión de la BBC de 1979 sobre los primeros años de vida de la víctima de la talidomida, Terry Wiles .
- En el videojuego Portal 2, Cave Johnson afirma: "Dicen que la gran ciencia se basa en los hombros de los gigantes. Aquí no. En Aperture, hacemos toda nuestra ciencia desde cero".
- La metáfora de "pararse sobre el hombro de gigantes" se usa a menudo para promover y validar el movimiento del software libre. En el libro Free as in Freedom, Bob Young de Red Hat apoya el movimiento del software libre al decir que permite a las personas pararse sobre los hombros de gigantes. También dice que pararse sobre los hombros de gigantes es lo contrario de reinventar la rueda.[14]
- En el programa The Big Bang Theory, cuando Sheldon Cooper (interpretado por Jim Parsons) invita al profesor Proton, el profesor Proton se siente frustrado porque nadie lo toma en serio en el campo de la ciencia debido a su antiguo papel como animador infantil. Sheldon luego procede a decirle que a través de su infancia, se inspiró para entrar en un campo científico gracias a la aparición del profesor Proton en su programa de televisión. Sheldon luego procede a decirle que, si esto es cierto para otras personas que tienen la edad de Sheldon, entonces una generación entera de jóvenes científicos está parada sobre los hombros del profesor Proton.
- El Rebe de Lubavitcher dijo que nuestra generación se compara con los "enanos de pie sobre los hombros de los gigantes". Aunque parezca que estamos en un nivel espiritual más bajo (enanos) que las generaciones anteriores (que eran como gigantes en un nivel espiritual), cuando nuestros logros (mucho más pequeños) se agregan a sus logros (mucho más grandes), los logros combinados finalmente traen nosotros a la era de Moshiach.[15]
- El archivo de cotizaciones del paquete de software de dinámica molecular Gromacs (las herramientas de línea de comandos del paquete opcionalmente muestran comillas aleatorias cuando completan la ejecución) incluye el reverso del dicho: "Si no he visto tan lejos como otros, es porque los gigantes estaban de pie sobre mis hombros". La cita se atribuye al profesor del MIT Hal Abelson.[16]
- Richard Elliott Friedman usa la frase mientras explica la evolución de la crítica bíblica en su libro ¿Quién escribió la Biblia?
- Como epígrafe de su libro A-Morphous Morfology, Stephen R. Anderson escribe "La lingüística se convertirá en una ciencia cuando los lingüistas comiencen a apoyarse mutuamente en lugar de apoyarse en los dedos de los pies".[17]